# Jimmy Rivière
Pour plus de détails, voir Fiche technique et Distribution.
Jimmy Rivière est un film français réalisé par Teddy Lussi-Modeste, sorti en 2011.

## Synopsis
Jimmy Rivière (Guillaume Gouix) fait partie d'une communauté des gens du voyage installée en région grenobloise. Il est passionné de boxe thaïlandaise et se cherche une vie possible où il pourrait concilier sa foi et son amour pour Sonia (Hafsia Herzi), une jeune fille musulmane, également amoureuse de lui. Mais Jimmy est aussi un jeune homme nerveux en quête d'idéal et en proie à des doutes. Il vit dans son camion vaguement aménagé d'un couchage, non loin des caravanes de la famille : sa mère et sa « sœur d'amour » mariée sans amour.
Sa récente conversion au pentecôtisme l'amène à s'interroger sur ses deux passions : la boxe et Sonia. En effet, les pentecôtistes croient que, pour devenir un homme meilleur, il faut renoncer à la violence et au désir. Sous la pression de la communauté, Jimmy s'applique, mais il a beaucoup de mal à mettre en accord sa volonté et ses actes.
Gina, son entraîneuse de boxe (Béatrice Dalle), ne cesse de lui rappeler qu'il aurait de beaux combats à mener et tente de le faire revenir vers sa passion sportive. Sonia, en pleine détresse et en proie au désespoir amoureux, le houspille et ne comprend pas en quoi la foi devrait le faire rompre avec tout ce qu'il aime. Elle n'a de toute façon pas l'intention de se laisser abandonner pour Jésus. C'est sans compter avec le pasteur José (Serge Riaboukine), personnage essentiel de la communauté qui manipule Jimmy et cherche à le culpabiliser pour le garder définitivement parmi ses fidèles, même si Jimmy croit sincèrement que son salut passe par le renoncement, cela relève davantage du sacrifice pour lui, et il n'est pas prêt.
Tiraillé par ses passions multiples, Jimmy doute, Jimmy boit. Comment ne pas trahir les siens, sa foi, son intense et impatient désir d'être un homme meilleur ? C'est tout l'objet du film.

## Fiche technique
- Réalisation : Teddy Lussi-Modeste
- Scénario : Teddy Lussi-Modeste et Rebecca Zlotowski
- Photographie : Claudine Natkin
- Musique : Robin Coudert
- Montage : Albertine Lastera
- Son : Antoine Corbin, Julien Ngo Trong et Mélissa Petitjean
- Décors : Citronelle Dufay
- Costumes : Caroline Tavernier
- Production : Jean-Christophe Reymond pour Kazak Productions
- Distribution France : Pyramide Distribution
- Durée : 90 min
- Pays :  France
- Langue originale : français
- Format : couleur -  Scope - 35 mm - Son Dolby SRD
- Genre : drame
- Dates de sortie : France
  - 26 janvier 2011 en compétition en avant-première au 23e Festival premiers plans d'Angers.
  - 9 mars 2011 (sortie nationale)

## Distribution
- Guillaume Gouix : Jimmy Rivière
- Béatrice Dalle : Gina
- Hafsia Herzi : Sonia
- Serge Riaboukine : José
- Pamela Flores : Becka
- Jacky Patrac : Ézéchiel
- Canaan Marguerite : Mario
- Nadia Esposito : Thérèse
- Kévin Debar : Kévin
- David Ribeiro : Isaac
- Fanny Touron : Nessie
- Abdoulaye Fofana : Alfa Diallo
- Jacques Fieschi : Le préfet
- Mehdi Ben Attia : Le conseiller
- Eye Haïdara : Fatim
- Jean-Luc Miège : L'entraîneur de boxe
- Paul Andrei : Rocky
- Djessé Metbach : John
- Marvin Hospice : Nino
- Clément Chevalier-Bousquet : Clément
- Mayli Flores : Cristal
- Serge Rebboah : Le speaker
- Marjorie Jalet : Marjorie
- Stéphanie Lussi : Stéphanie

## Autour du film
Le réalisateur Teddy Lussi-Modeste, attaché à sa ville de Grenoble, est issu de la communauté des gens du voyage, milieu qu’il a choisi pour faire évoluer ses personnages : les rôles importants sont tenus par des acteurs confirmés.
En interview, il se défend d'avoir voulu faire un film autour de la polémique sur les gens du voyage. Son projet de film est né antérieurement à ce sujet, Lussi-Modeste aspire à montrer dans son film que cette communauté rencontre les mêmes problèmes de vie que tout un chacun…

## Distinctions

### Récompenses
- Projet de scénario sélectionné aux Ateliers d’Angers 2007[3]
- Projet de scénarisation Lauréat de la 10e session Emergence 2008[4],[5]
- Prix du Public du 23e Festival premiers plans d'Angers[6]
- Prix du 10e Festival du film rhônalpin de Sain-Bel[7]. Dans sa brochure documentaire[8], ce festival motive ainsi son intérêt pour la sélection de cette réalisation : « L'engouement de la critique, des Inrocks à La Croix, en passant par Le Monde et Télérama, témoigne de la force d'attraction de ce film chargé à la fois de sensualité et de cette sorte de rage mystique, qui révèle la vision d'un cinéaste plus que prometteur ».

### Nominations
- Festival premiers plans d'Angers 2011 : nommé dans la catégorie « Grand Prix du Jury »[6]
- Prix Louis-Delluc 2011 : nommé pour le prix du meilleur premier film pour Teddy Lussi-Modeste[9]
- 37e cérémonie des César 2012 : Guillaume Gouix nommé dans la catégorie Meilleur espoir masculin pour le rôle de Jimmy Rivière
- 17e cérémonie des Lumières 2012 : Guillaume Gouix nommé dans la catégorie Révélation masculine pour le rôle de Jimmy Rivière